# Nastätten (Verbandsgemeinde)
Nastätten est une Verbandsgemeinde (collectivité territoriale) de l'arrondissement de Rhin-Lahn dans la Rhénanie-Palatinat en Allemagne. Le siège de cette Verbandsgemeinde est dans la ville de Nastätten.
La Verbandsgemeinde de Nastätten consiste en cette liste d'Ortsgemeinden (municipalités locales) :

Localisation de la Verbandsgemeinde de Nastätten dans l'arrondissement de Rhin-Lahn

1. Berg
2. Bettendorf
3. Bogel
4. Buch
5. Diethardt
6. Ehr
7. Endlichhofen
8. Eschbach
9. Gemmerich
10. Hainau
11. Himmighofen
12. Holzhausen an der Haide
13. Hunzel
14. Kasdorf
15. Kehlbach
16. Lautert
17. Lipporn
18. Marienfels
19. Miehlen
20. Nastätten
21. Niederbachheim
22. Niederwallmenach
23. Oberbachheim
24. Obertiefenbach
25. Oberwallmenach
26. Oelsberg
27. Rettershain
28. Ruppertshofen
29. Strüth
30. Weidenbach
31. Welterod
32. Winterwerb